# Anisogaster transversus
Anisogaster transversus là một loài bọ cánh cứng trong họ Cerambycidae.